# 感情労働
感情労働（かんじょうろうどう、英: Emotional labor）とは、感情が労働内容の不可欠な要素であり、かつ適切・不適切な感情がルール化されている労働のこと。肉体や頭脳だけでなく「感情の抑制や鈍麻、緊張、忍耐などが絶対的に必要」である労働を意味する。

## 概要
従来、肉体労働、頭脳労働という単純な二項分類において、感情労働は頭脳労働の一種としてカテゴライズされてきた。しかし一般的な頭脳労働に比べ、人間の感情に労働の負荷が大きく作用し、労働が終了した後も達成感や充足感などが得られず、ほぼ連日、精神的な負担、重圧、ストレスを負わなければならないという点に感情労働の特徴がある。
感情労働に従事する者は、たとえ相手の一方的な誤解や失念、無知、無礼、怒りや気分、腹いせや悪意、嫌がらせによる理不尽かつ非常識、非礼な要求、主張であっても、自分の感情を押し殺し、決して表には出さず、常に礼儀正しく明朗快活にふるまい、相手の言い分をじっくり聴き、的確な対応、処理、サービスを提供し、相手に対策を助言しなければならない。
つまり相手に尊厳の無償の明け渡しを半ば強制される健全とは言いがたい精神的な主従関係や軽度の隷属関係の強要である。年功序列や接客業など、こちらの生活や人生が相手の判断で左右される職種において発生しやすい。
ゆえに、企業や労働者にとって事前に作業量の予測や計画を立てるのがはなはだしく困難であり、作業習熟による労働効率の向上があまり期待できない点において、従前の肉体労働、頭脳労働と決定的に異なる。
感情労働は顧客に対して自発的な喜びや親愛、誠実さ、責任感などのイメージを与えるように「心の商品化」が要求される。接客業の研究を行ったアーリー・ラッセル・ホックシールドは、感情労働における応対術には「表層演技」と「深層演技」があるという。表層演技とは愛想笑いやお世辞など、自分の感情と無関係に他者に示す演技であり、接客業以外でも日常的に見られるものである。しかし、自己の内面にストレスが生じた状態で表層演技を行っても見透かされる場合もある。プロの技術とも言える深層演技とは、自己の感情を生成の段階でコントロールすることで内面と外面の統一性を図り、たやすく装えるようにする技術であり、いわゆる「真心のこもったサービス」とは表層演技と深層演技が合致した状態で生起される。心の商品化は繰り返し訓練を行う事で身についてくるものだが、習慣化してしまうと休日になっても心身をオフにできないという問題が生じる。
感情労働者は、感情の管理を苦痛や煩わしさの回避のため、また、店や会社の利潤のために行うが、演技によって仕事と自分の距離を置き、顧客を対象化する事に罪悪感を感じる事もある。また、真心のこもったサービスと同時に、簡潔で効率の良い業務も要求されることで絶えずジレンマにさらされる。

## 職種
感情労働に従事する職種として、かつては旅客機の客室乗務員が典型とされていたが、現代では看護師などの医療職、介護士などの介護職、コールセンターのヘルプデスク、官公庁や企業の広報、苦情処理、顧客対応セクション、マスメディアの読者や視聴者応答部門などが幅広く注目されるようになってきた。もちろん従前のホスト、ホステス、風俗嬢などのセックスワーカー、秘書、受付係、電話オペレーター、ホテルのドアマン、銀行店舗の案内係、不動産営業等のサービス業も感情労働に該当する。

## 感情労働に関する研究
本来、労働の定義においては行動主義的、生理学的な固体主義的把握によるアプローチが一般であった。
これに対して「感情労働」は、労働の本質を社会史的、人類学的視座から文化的相対主義の視点を援用することにより、社会学的・社会心理学的、経済学的文脈において解きほぐそうとする試みである。
20世紀後半にGerhards、Scheffによって研究が開始され、一応の業績の蓄積が達成された段階にある。このほか派生領域として社会関係認知と感情の関連を問うKemperらの方法、アーリー・ラッセル・ホックシールドなどの研究が見られる。